# Lobocleta retractaria
Lobocleta retractaria là một loài bướm đêm trong họ Geometridae.